# Eutheria
Los euterios (Eutheria, griego εὐ-, eu- «verdadero/bueno» y θηρίον, thēríon "bestia" así «bestias verdaderas») es uno de los dos clados de mamíferos con especies actuales que divergieron en el Cretácico inferior o el Jurásico superior (el otro clado son los Metatheria, que incluye los marsupiales, que tienen una bolsa marsupial dentro de la cual se desarrollan las crías). Eutheria incluye a los placentarios y a todos los mamíferos más estrechamente emparentados con ellos que con los marsupiales (Metatheria). Los euterios han sido denominados con frecuencia Placentalia (sensu lato), sin embargo otros autores consideran que Placentalia (sensu stricto) está incluido aquí dentro como se mencionó anteriormente.
La principal característica distintiva de los euterios es la ausencia de huesos epipúbicos, que están presentes en todos los otros mamíferos (marsupiales y monotrematas), lo cual permite la expansión del abdomen durante el embarazo.
El euterio más antiguo conocido es Juramaia sinensis, fechado de hace 160 millones de años, en el Jurásico.
Eutheria fue descrita por Theodore Gill en 1872. Thomas Henry Huxley, en 1880, lo amplió para abarcar un grupo más amplio que los placentarios.

## Características

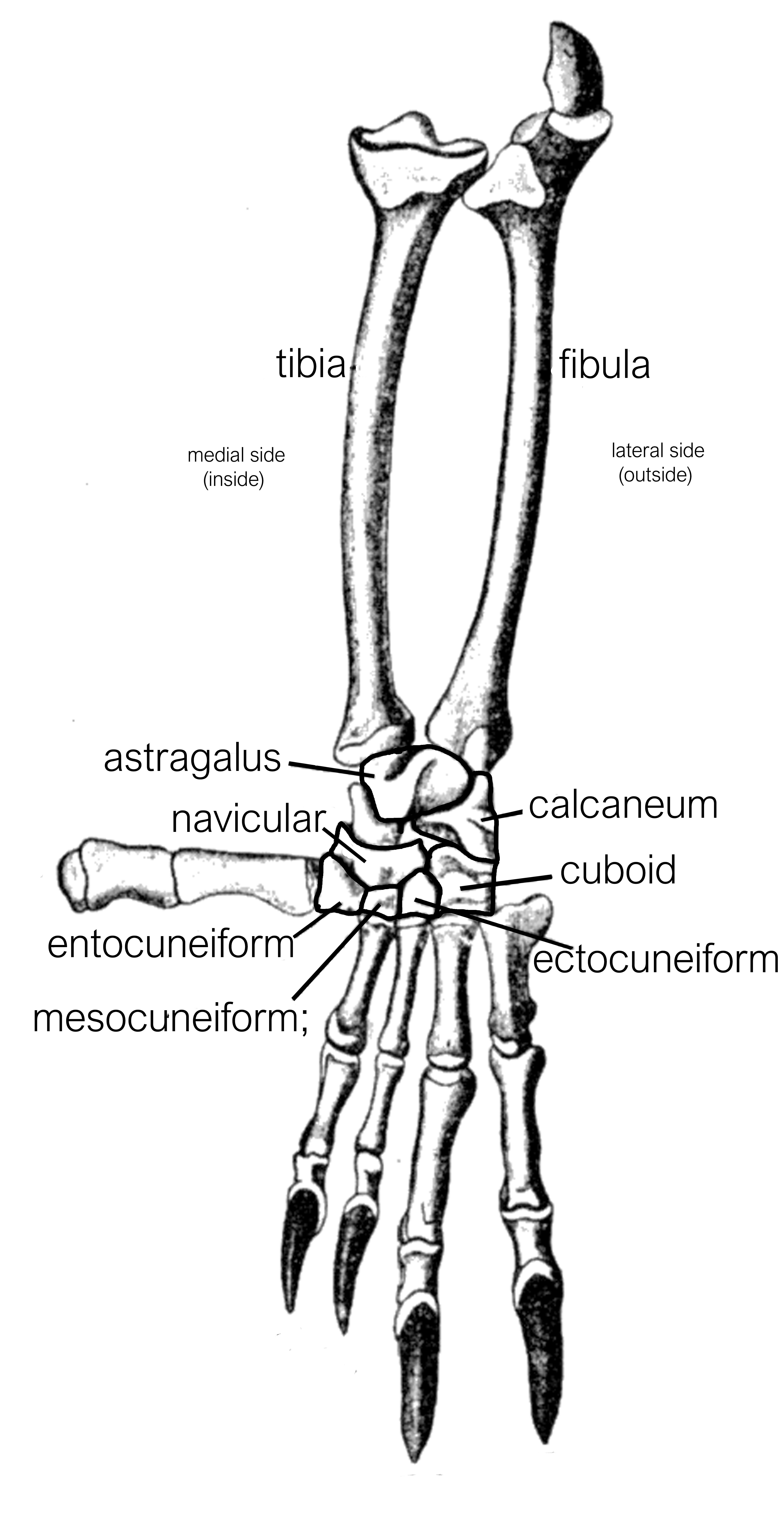
El hueso entocuneiforme

- Maléolo grande en la parte inferior de la tibia («tobillo»), el hueso más grande de la extremidad.[5]
- Articulación entre el primer hueso del metatarso y el hueso entocuneiforme (el más externo de los tres huesos cunieformes) del pie está desplazado hacia atrás respecto a la articulación entre el segundo metatarso y el hueso cuneiforme medio (en los metaterios esta articulación está al mismo nivel).[5]
- Varios rasgos de mandíbulas y dientes.[5] Incluyendo una dentición caracterizada (cuando no está modificada, lo que se llama dentición completa[6]) por la presencia de 12 incisivos (6 superiores y 6 inferiores), 4 colmillos (2 superiores y 2 inferiores), 16 premolares (8 superiores y 8 inferiores) y 12 molares (6 superiores y 6 inferiores), también descripta como Incisivos 3/3, Caninos 1/1, Premolares 4/4, Molares 3/3, o

{\displaystyle {\frac {3}{3}}}:{\displaystyle {\frac {1}{1}}}:{\displaystyle {\frac {4}{4}}}:{\displaystyle {\frac {3}{3}}}.

## Historia evolutiva
Los euterios incluyen varios géneros extintos, y también grupos más grandes, muchos con historias taxonómicas todavía mal conocidas. Anteriormente, miembros de Adapisoriculidae, Cimolesta y Leptictida se situaban en el orden Insectivora, hoy abandonado, mientras se considera que los zeléstidos fueron miembros primitivos del clado Ungulata. Sin embargo, investigaciones más recientes insinuaron que taxones enigmáticos representen euterios del grupo corona más basal a Placentalia.
El fósil euteriano más antiguo es   Juramaia sinensis, que vivió hace unos 160 millones de años. Montanalestes se descubrió en América del Norte, mientras todos los otros, que no son euterianos, se han encontrados en Asia. Los fósiles euterianos más antiguos conocidos también se los hallaron en Asia.

## Filogenia
Filogenia simplificada de desde los cinodontes hasta los euterios.
|  | Australosfénidos basales |
|  |                          |
|  | Monotremas               |
|  |                          |

|  | Metaterios |
|  |            |
|  | Euterios   |
|  |            |

|  | Australosfénidos basales |
|  |                          |
|  | Monotremas               |
|  |                          |

|  | Metaterios |
|  |            |
|  | Euterios   |
|  |            |

|  | Australosfénidos basales |
|  |                          |
|  | Monotremas               |
|  |                          |

|  | Metaterios |
|  |            |
|  | Euterios   |
|  |            |

|  | Australosfénidos basales |
|  |                          |
|  | Monotremas               |
|  |                          |

|  | Metaterios |
|  |            |
|  | Euterios   |
|  |            |

|  | Australosfénidos basales |
|  |                          |
|  | Monotremas               |
|  |                          |

|  | Metaterios |
|  |            |
|  | Euterios   |
|  |            |

|  | Australosfénidos basales |
|  |                          |
|  | Monotremas               |
|  |                          |

|  | Metaterios |
|  |            |
|  | Euterios   |
|  |            |

|  | Australosfénidos basales |
|  |                          |
|  | Monotremas               |
|  |                          |

|  | Metaterios |
|  |            |
|  | Euterios   |
|  |            |

|  | Australosfénidos basales |
|  |                          |
|  | Monotremas               |
|  |                          |

|  | Metaterios |
|  |            |
|  | Euterios   |
|  |            |

|  | Australosfénidos basales |
|  |                          |
|  | Monotremas               |
|  |                          |

|  | Metaterios |
|  |            |
|  | Euterios   |
|  |            |

|  | Australosfénidos basales |
|  |                          |
|  | Monotremas               |
|  |                          |

|  | Metaterios |
|  |            |
|  | Euterios   |
|  |            |

|  | Australosfénidos basales |
|  |                          |
|  | Monotremas               |
|  |                          |

|  | Metaterios |
|  |            |
|  | Euterios   |
|  |            |

|  | Australosfénidos basales |
|  |                          |
|  | Monotremas               |
|  |                          |

|  | Metaterios |
|  |            |
|  | Euterios   |
|  |            |

|  | Australosfénidos basales |
|  |                          |
|  | Monotremas               |
|  |                          |

|  | Metaterios |
|  |            |
|  | Euterios   |
|  |            |

|  | Australosfénidos basales |
|  |                          |
|  | Monotremas               |
|  |                          |

|  | Metaterios |
|  |            |
|  | Euterios   |
|  |            |

|  | Australosfénidos basales |
|  |                          |
|  | Monotremas               |
|  |                          |

|  | Metaterios |
|  |            |
|  | Euterios   |
|  |            |

|  | Australosfénidos basales |
|  |                          |
|  | Monotremas               |
|  |                          |

|  | Metaterios |
|  |            |
|  | Euterios   |
|  |            |